# محمدعلی ریاضی یزدی
سید محمدعلی ریاضی یزدی شاعر یزدی و ملک‌الشعرای آستان حضرت معصومه بود که به «ریاضی» و «قضایی» تخلص می‌کرد و به خاطر اشعار مذهبیش به «شاعر آل‌الله» و «معین‌السادات» مشهور شده بود.

## زندگی
سید محمدعلی ریاضی یزدی در سال ۱۲۹۰ خورشیدی در شهر یزد زاده‌شد. پدرش سید ابراهیم یزدی و پدربزرگش میرزا علینقی وقت‌الساعتی بود. او تحصیلات ابتدایی را در یزد گذراند و پس از آن تا ۱۶ سالگی به تحصیل در علوم دینی و حوزوی پرداخت. پس از تحصیل در علوم دینی در ۱۷ سالگی به همراه برادر خود سید کاظم ریاضی یزدی برای تحصیل در علوم جدید به اصفهان رفت و یک سال در آنجا اقامت نمود و موفق به کسب سیکل اول خود شد. پس از کسب سیکل اول به خدمت نظام درآمد و بعد از آن به تهران رفت و در دانشکده معقول و منقول دانشگاه تهران در رشته الهیات به تحصیل پرداخت و پس از آن مدرک کارشناسی علوم تربیتی خود را کسب کرد. پس از اخذ لیسانس در دانشگاه تهران به صاحب جمع اموال و انباردار دانشکده علوم پزشکی دانشگاه تهران منصوب شد و به مدت ۳۹ سال در این منصب خدمت نمود و در سال ۱۳۴۷ بازنشسته شد. ریاضی در ۲۹ اسفند ۱۳۶۱ در سن ۷۱ سالگی در تهران درگذشت و در گورستان ابن بابویه به خاک سپرده شد.

## شیوه ادبی
وی در مدایح و مناقب معصومین و در سرودن انواع شعر از قصیده و غزل مهارت زیادی داشت، اما تمایل او بیشتر به قالب مثنوی می‌باشد. در محافل ادبی و مذهبی به «شاعر آل‌الله» معروف بود و او را «معین‌السادات» نیز می‌گفتند. ریاضی به رتبه ملک‌الشعرایی در آستان حضرت معصومه (س) نیز دست یافت. او در سال‌های ۱۳۵۲ تا ۱۳۵۷ در جلسات انجمن ادبی گوهر شرکت می‌کرد و اشعار خود را می‌خواند که بیشتر آنها را مجلهٔ گوهر به چاپ رسانده‌است. بنای حرم حضرت معصومه و مسجد دانشگاه تهران به اشعار او مزین گشته‌است. ریاضی در نثر نیز هنر خود را آزموده بود و در روزنامه آتشفشان و انسان آزاد مقالات اجتماعی و سیاسی زیادی را به چاپ رسانده است.